# イナラハン

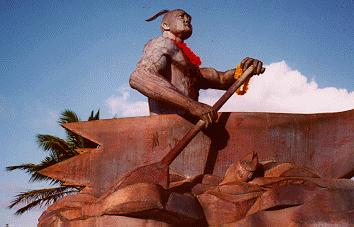
グアムの英雄ガダオの像

イナラハン (英語: Inarajan,チャモロ語: Inalåhan) は グアム南東部の村、基礎自治体（village, Municipality）である。イナラハンの天然プールや聖ヨセフ教会などの観光地がある。さらに、この村はスペイン統治時代の街並みが数多く残されており、アメリカ合衆国国家歴史登録財に指定されている。
人口は約2,300人（2010年国勢調査）。村としての歴史は長く、1521年のマゼラン到達時には既に現地人が住む集落であったとされている。また、1930年の国勢調査時はグアム島の8つの基礎自治体の一つでもあった（現在のタロフォフォを含む）。